# Zarishat
Zarishat (in armeno Զարիշատ?) è un comune di 82 abitanti (2001) della provincia di Shirak in Armenia.